# La Cantera, Ocoyucan
La Cantera är en ort i Mexiko.   Den ligger i kommunen Ocoyucan och delstaten Puebla, i den sydöstra delen av landet, 100 km sydost om huvudstaden Mexico City. La Cantera ligger 2 094 meter över havet och antalet invånare är 159.
Terrängen runt La Cantera är platt åt nordost, men åt sydväst är den kuperad. Runt La Cantera är det tätbefolkat, med 683 invånare per kvadratkilometer. Närmaste större samhälle är Puebla de Zaragoza, 12,1 km nordost om La Cantera. Trakten runt La Cantera består till största delen av jordbruksmark.